# Черч, Бубба
Эмори Николас «Бубба» Черч (англ. Emory Nicholas «Bubba» Church, 12 сентября 1924, Бирмингем, Алабама — 17 сентября 2001, там же) — американский бейсболист, питчер. Выступал в Главной лиге бейсбола с 1950 по 1955 год.

## Биография

### Ранние годы
Эмори родился 12 сентября 1924 года в Бирмингеме, штат Алабама, в семье Джона и Хильды Черч. Он был младшим из двух сыновей в семье. Прозвище он получил в детстве: его старшему брату Фрэнку с трудом давалось слово «брат» (англ. brother), а «Бубба» было наиболее близко по звучанию к тому, как он его выговаривал. После смерти отца в 1934 году он начал подрабатывать, продавая мороженое, до начала занятий в школе. В возрасте одиннадцати лет Бубба начал играть в бейсбол. Он был одним из лучших отбивающих в школьной команде и играл на поле на всех позициях, кроме питчерской.
В 1943 году Черч бросил школу и, приписав себе год, записался добровольцем на военную службу. Больше двух лет он провёл в Индии, в районе Бирманской дороги. Там он продолжал играть в бейсбол, уже на месте питчера: Бубба был единственным, кто мог подавать кервбол. После возвращения в США он вернулся в школу, одновременно играя за полупрофессиональные команды и зарабатывая по 105 долларов в неделю. Игра Черча была замечена скаутами клубов Главной лиги бейсбола. Контракты ему предлагали «Детройт Тайгерс», «Сент-Луис Кардиналс», «Чикаго Уайт Сокс» и «Питтсбург Пайрэтс». Также у него было предложение спортивной стипендии от университета штата Миссисипи. По совету тренера своей команды, который был знаком с главным тренером «Филадельфии» Беном Чапманом, Черч отклонил предложения от команд и поступил в университет. После окончания осеннего семестра он встретился с Чапманом, который убедил его подписать контракт с «Филлис».

### Начало карьеры
Весной 1947 года Черч приехал на предсезонный сбор «Филадельфии». В команде долгое время не могли определиться с его позицией на поле: Чапман видел его отбивающим, тогда как генеральный менеджер клуба Херб Пеннок был впечатлён кервболом Буббы и хотел, чтобы тот играл питчером. Его направили играть за «Салину Блю Джейс» в чемпионат Западной ассоциации. В первой части сезона Черч подавал и отбивал, затем в клубе решили, что он должен быть питчером. Год он завершил с 21 победой при 9 поражениях с пропускаемостью 2,93. Как бьющий Бубба выходил на поле в 78 играх и отбивал с показателем 28,0 %.
В 1948 году его перевели в команду ААА-лиги «Торонто Мэйпл Лифс». На более высоком уровне Черч испытывал проблемы и закончил сезон с 5 победами при 9 поражениях и пропускаемостью 5,59, и даже задумывался об окончании карьеры. От поспешного шага его удержали тренер Дел Биссонетт и кэтчер-ветеран Хэл Вагнер. В 1949 году Черч играл лучше, одержав 15 побед при 8 поражениях. Его показатель пропускамости 2,35 стал лучшим в Международной лиге. После завершения сезона Бубба женился на Пегги Энн Мэддокс, с которой познакомился в университете штата Луизиана, где он учился в паузах между чемпионатами.

### Главная лига бейсбола
Весной 1950 года Черч снова получил приглашение на сборы «Филадельфии». Он сумел попасть в итоговый состав команды, но первые две недели сезона на поле не выходил. Дебют Буббы в Главной лиге бейсбола состоялся 30 апреля в матче против «Бостон Брэйвз». Седьмого мая он впервые вышел на поле как стартовый питчер. По ходу сезона Черч играл нерегулярно, проведя на поле 142 иннинга. В концовке чемпионата он пропустил восемь дней после попадания мячом в лицо. Всего Бубба одержал восемь побед при шести поражениях с пропускаемостью 2,93, пропустил 113 хитов и сыграл восемь полных игр. По итогам регулярного чемпионата «Филлис» вышли в Мировую серию, где проиграли «Нью-Йорк Янкис» со счётом 0:4. Черч в этих играх участия не принимал по решению главного тренера команды Эдди Сойера.
Сезон 1951 года Бубба начал не лучшим образом, в первых шести матчах выиграв два при трёх поражениях. К середине сезона его игра стала надёжнее, пропускаемость сократилась с 4,99 до 3,15, он закрепился в статусе второго питчера стартовой ротации «Филадельфии». На этом отрезке чемпионата Черч провёл серию из 28 1/3 иннингов без пропущенных очков. Всего в регулярном чемпионате он выиграл пятнадцать матчей и проиграл одиннадцать, сыграл пятнадцать полных игр и четыре «сухих» матча.
Во время предсезонных сборов весной 1952 года Бубба получил травму руки. После начала регулярного чемпионата он появился на поле только в двух матчах и 23 мая был обменян в «Цинциннати Редс». После перехода Черч был включён в стартовую ротацию команды, но первую игру провёл неудачно и с пропускаемостью 10,91 был переведён в буллпен. В стартовый состав он вернулся спустя две недели. В регулярном чемпионате за «Редс» он провёл 158 1/3 иннинга, одержал пять побед при девяти поражениях с пропускаемостью 4,55. Одной из причин неудачного выступления стали психологические проблемы: Бубба ощущал недоверие к себе со стороны тренера команды Люка Сьюэлла. Конфликтовал он и со сменившим его Роджерсом Хорнсби. Перед началом следующего сезона он снова испытывал проблемы с плечом. На старте чемпионата Черч в основном выходил на поле в качестве реливера. Девятого июня 1953 года «Цинциннати» обменяли его в «Чикаго Кабс» на питчеров Боба Келли и Фреда Бачевски.
За «Чикаго» Черч в 1953 году провёл 148 иннингов, закончив сезон с семью победами и восемью поражениями с пропускаемостью 5,29. Он неплохо провёл весенние сборы перед началом следующего чемпионата, начал сезон с победной полной игры против «Цинциннати». Однако, в следующих двух играх тренеры были вынуждены заменить Буббу уже после первого иннинга. Двадцать четвёртого мая «Кабс» продали права на него в клуб Лиги тихоокеанского побережья «Лос-Анджелес Энджелс». В составе новой команды он выступал не слишком стабильно, хотя 3 августа сыграл ноу-хиттер в матче против «Портленд Биверс». Всего за «Энджелс» Черч выиграл одиннадцать матчей, проиграл девять, сыграл десять полных игр и три «сухих» матча.
Весной 1955 года Бубба получил приглашение на сборы «Кабс». Регулярный чемпионат он начал в составе команды, но после двух выходов на поле в качестве реливера снова был отправлен в «Энджелс». Оставшуюся часть сезона он провёл в Калифорнии, а после его окончания принял решение завершить карьеру. Черч вернулся в Бирмингем, где пытался заниматься бизнесом. Зимой 1956 года он позвонил владельцу «Филадельфии» Бобу Карпентеру и попросил дать ему возможность вернуться в бейсбол. Тот предложил Буббе контракт с фарм-клубом Международной лиги «Майами Марлинс». В составе команды он отыграл сезон с пропускаемостью 3,69. Межсезонье Черч провёл в зимней Венесуэльской лиге, играя за «Навегантес дель Магальянес». В январе 1958 года он установил рекорд лиги, сделав 16 страйкаутов в одной игре. Последний сезон в своей карьере Бубба провёл в качестве играющего тренера питчеров «Марлинс». 

### После бейсбола
Закончив карьеру, Черч вернулся в Бирмингем. Он поддерживал дружеские отношения с тренером футбольной команды Алабамского университета Беаром Брайантом. По его просьбе Бубба отговорил молодого Джо Неймета, собиравшегося играть в бейсбол, от преждевременного подписания профессионального контракта. Также он занимался бизнесом, связанным с поставками белья. В 2001 году его избрали в Зал спортивной славы Алабамы.
Сын Буббы, Джонни Черч, был перспективным бейсболистом и хорошо играл в американский футбол. Интерес к нему проявляли спортивные программы университетов из конференции SEC, но в июне 1972 года он трагически погиб. Его супруга Пегги умерла в 1995 году.
Бубба Черч скончался 17 сентября 2001 года в возрасте 77 лет.